# Rašinovac
Rašinovac es un pueblo ubicado en el municipio de Bosanski Petrovac, en el cantón de Una-Sana, Bosnia y Herzegovina.

## Superficie
Posee una superficie de 14,61 kilómetros cuadrados.

## Demografía
Hasta 2013 la población era de 398 habitantes, con una densidad de población de 27,2 habitantes por kilómetro cuadrado.